# Station Mostówka
Station Mostówka is een spoorwegstation in de Poolse plaats Mostówka.